# (378) Гольмия
(378) Гольмия — небольшой астероид главного пояса, который принадлежит к светлому спектральному классу S. Он был открыт 6 декабря 1893 года французским астрономом Огюстом Шарлуа в обсерватории Ниццы и назван латинским названием столицы Швеции — города Стокгольма.

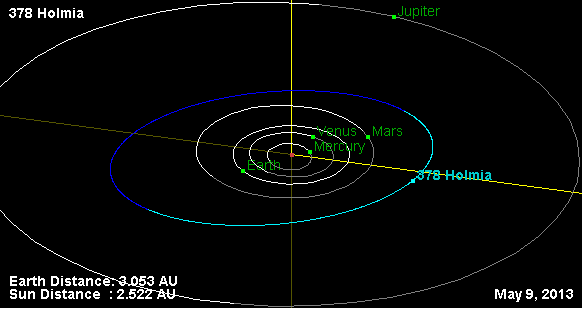
Орбита астероида Гольмия и его положение в Солнечной системе